# Sabena
Sabena (sigla em francês para: Société Anonyme Belge d'Exploitation de la Navigation Aerienne) foi a empresa aérea nacional da Bélgica fundada em 1923 e que encerrou suas atividades em 2001.
Foi sucedida pela SN Brussels Airlines.

## Frota

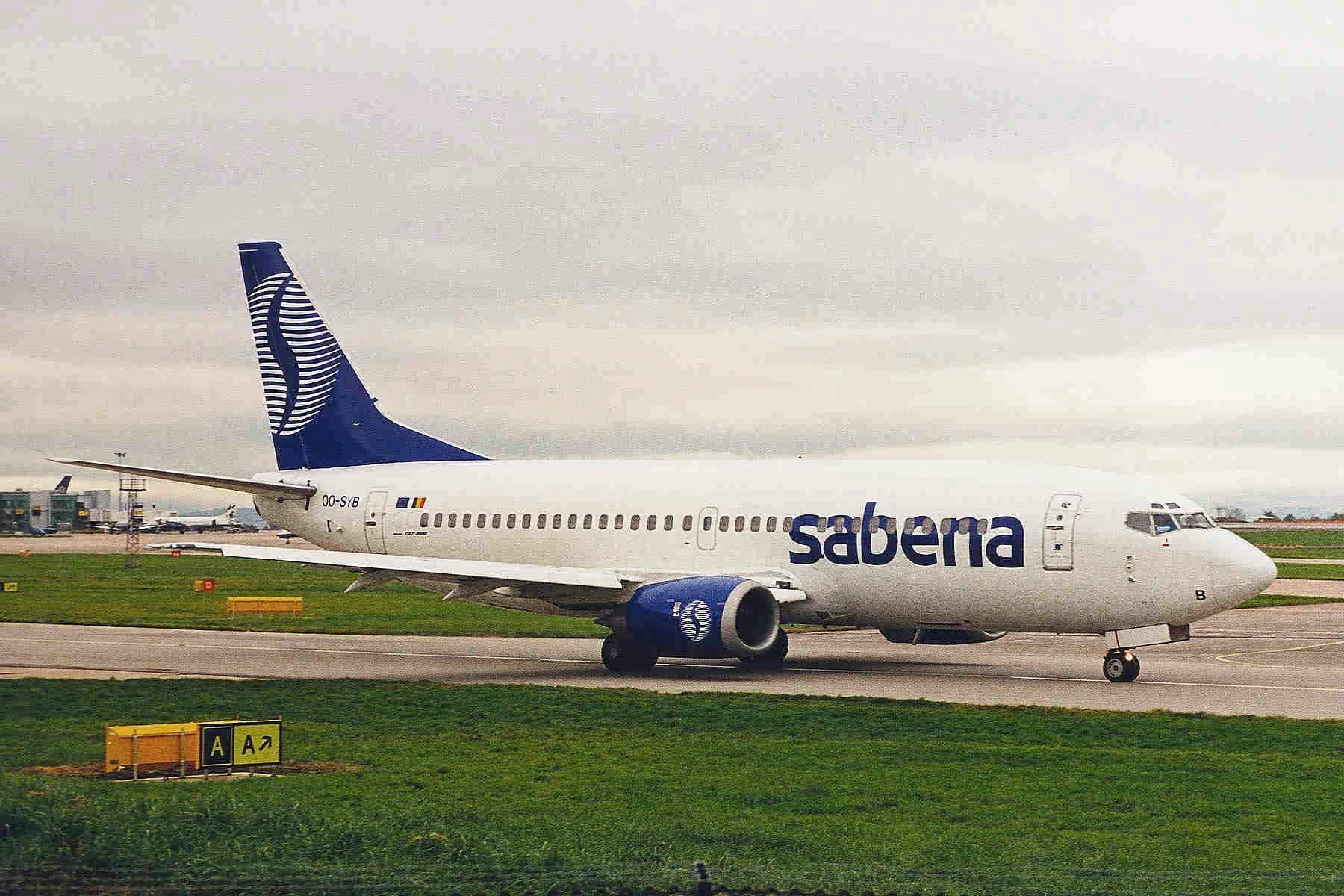
Boeing 737-300 da Sabena.

Em novembro de 2001.
- 16 Airbus A319-100
- 20 Airbus A320-200
- 9 Airbus A321-200
- 11 Airbus A330-200
- 8 Airbus A330-300
- 2 Airbus A340-200
- 3 Airbus A340-300
- 6 Boeing 737-300
- 10 Boeing 737-500
- 2 McDonnell Douglas MD-11